# Dancing in the Street
„Dancing in the Street“ je píseň americké dívčí skupiny Martha and the Vandellas, poprvé vydaná jako singl v červenci 1964. Napsali ji Marvin Gaye, Mickey Stevenson a Ivy Jo Hunter. Její původní verze byla nahrána ve studiu Hitsville U.S.A. vydavatelství Motown a jejím producentem byl Mickey Stevenson. Vedle členek skupiny, které se ujali vokálů, v písni hrají ještě Marvin Gaye (bicí), James Jamerson (baskytara), Ivy Jo Hunter (perkuse), Jack Ashford (perkuse), Henry Cosby (saxofon), Thomas „Beans“ Bowles (saxofon), Russ Conway (trubka), Herbert Williams (trubka), Paul Riser (pozoun), George Bohannon (pozoun), Robert White, Eddie „Chank“ Willis a Joe Messina (kytary). V pozdějších letech píseň nahrála řada dalších hudebníků, mezi které patří Van Halen (1982), Mick Jagger a David Bowie (1985) nebo Phil Collins (2010).